# TrES-3
TrES-3は、恒星GSC 03089-00929の周囲を公転する太陽系外惑星である。公転周期はちょうど31時間で、潮汐力により軌道の減衰が起こっている。質量は木星の2倍程度である。
TrES-3にはUmbäässaという名称がある。この名称は国際天文学連合 (IAU)の100周年を記念として太陽系外惑星に名前をつける企画(NameExoWorlds)においてリヒテンシュタインで選ばれた名称である。この名称はリヒテンシュタイン南部で小さく、辛うじて見える程度のアリを指す方言にちなむ。

## 発見
この惑星は、大西洋両岸系外惑星サーベイによって3番目に発見されたのトランジット惑星である。夏の夜空に明るく輝くベガの約10度西方にあるヘルクレス座の方角で発見された。
この惑星のトランジットはパロマー天文台とローウェル天文台にある2台の10cm望遠鏡を使って検出された。また、HATネットによるトランジットの観測も独立して行われた。W・M・ケック天文台ではHIRE分光器を使用して7回にわたる高精度な視線速度の測定が行われ、質量が木星の約2倍もの惑星の存在を確認した。

## 特徴
恒星は太陽より若干小さく温度が低い。公転周期は4/3日より小さく、知られている中で最も短いものの1つである。